# Coracomyia crassicornis
Coracomyia crassicornis là một loài ruồi trong họ Tachinidae.